# Tomocyrba griswoldi
Tomocyrba griswoldi is een spinnensoort in de taxonomische indeling van de springspinnen (Salticidae).
Het dier behoort tot het geslacht Tomocyrba. De wetenschappelijke naam van de soort werd voor het eerst geldig gepubliceerd in 2009 door Szüts en Scharff.